# Maggie Calloway
Magdalena Calloway (1910-30 de abril de 2000), conocida profesionalmente como Maggie Calloway, fue una actriz de origen filipino de la época del cine mudo y principios del sonoro, a finales de la década de 1920 y principios de la de 1930.
Era una de los catorce hijos de John W. Calloway, un antiguo soldado afroamericano del ejército de los Estados Unidos, y su esposa filipina Mamerta de la Rosa. Actriz de vodevil, protagonizó películas mudas en Filipinas e hizo su debut en la pantalla en la película de Nepomeceno como vendedora de sampaguita en la película muda de 1928 Sampaguita. En 1932, rodó dos películas, una muda Pugad ng Pag-ibig (Nest of Love) y otra de terror, Ulong Inasnan (Salted-Head). Además de actuar en el vodevil de Manila, Calloway también actuó en Penang, Malasia, Singapur y Shanghái, con la banda de su marido. Se trasladó a Estados Unidos, donde seguía bailando en la década de 1970. Calloway falleció el 30 de abril de 2000 a la edad de 89 años; su esquela consta bajo su nombre de casada, Magdalena Calloway Morgan.

## Filmografía
- 1928 – Sampaguita
- 1932 – Pugad ng Pag-ibig
- 1932 - Ulong Inasnan